# 제브라톱사슴벌레

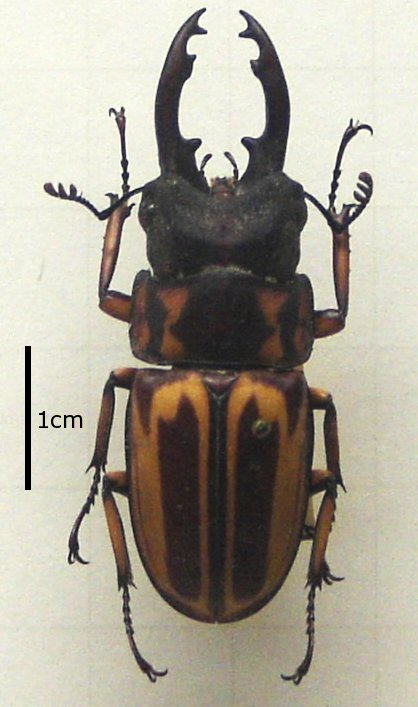
제브라톱사슴벌레.

제브라톱사슴벌레(학명: Prosopocoelus zebra)는 톱사슴벌레속에 속하는 사슴벌레이다. 크기는 최대 65mm이며, 서식지는 동남아시아이다. 몸의 색갈이 얼룩말을 닮아 '제브라'란 학명이 붙었다.